# 葉芷華
葉 芷華（イップ・ツワ、1990年10月22日 - ）は、香港の女子競泳選手。専門は平泳ぎ。
2004年にアテネオリンピックの女子100m平泳ぎに出場し、予選2組を7位で敗退した。このとき彼女の年齢はわずか11歳であり、香港のオリンピック史上最も若い選手である。